# Sofia D'Odorico
Sofia D'Odorico (Palmanova, 6 gennaio 1997) è una pallavolista italiana, schiacciatrice del Pinerolo.

## Carriera

### Club
La carriera di Sofia D'Odorico comincia nel Volleyrò, club con il quale partecipa alla Serie B1.
Nella stagione 2013-14 entra a far parte della squadra della federazione pallavolistica italiana del Club Italia, sempre in Serie B1: con la stessa maglia disputa poi la Serie A2 nella stagione 2014-15 e la Serie A1 nella stagione 2015-16.
Nella stagione 2016-17 viene ingaggiata dall'AGIL di Novara, in Serie A1: a metà campionato tuttavia viene ceduta al Mondovì in serie cadetta, categoria dove milita anche nell'annata 2017-18 difendendo i colori dell'Olimpia Teodora, in quella 2018-19 con la Zambelli Orvieto e in quella 2019-20 con la Trentino Rosa aggiudicandosi la Coppa Italia di Serie A2 2019-20: con la stessa squadra, nella stagione 2020-21, disputa la Serie A1.
Per il campionato 2021-22 torna nuovamente all'AGIL, mentre in quello successivo accetta l'offerta della Megavolley; nella stagione 2023-24 si aggrega al Pinerolo, sempre nella massima divisione italiana.

### Nazionale
Nel 2013 viene convocata nella nazionale italiana Under-18, con cui vince la medaglia d'argento al campionato continentale; nel 2014 è nella nazionale Under-19, mentre l'anno successivo è sia in quella Under-20, conquistando il bronzo al campionato mondiale, che in quella Under-23.
Nel 2021 ottiene le prime convocazioni nella nazionale maggiore, con cui si aggiudica, nello stesso anno, la medaglia d'oro al campionato europeo, mentre, in quello successivo, l'oro ai XIX Giochi del Mediterraneo.

## Palmarès

### Club
- Coppa Italia di Serie A2: 1

2019-20

### Nazionale (competizioni minori)
- Campionato europeo Under-18 2013
- Campionato mondiale Under-20 2015
- Giochi del Mediterraneo 2022